# Molí de Picabaix (Lleida)
El Molí de Picabaix és una obra de Lleida (Segrià) inclosa a l'Inventari del Patrimoni Arquitectònic de Catalunya.

## Descripció
Es tracta d'un molí en estat mitjà de conservació. El cos principal té tres pisos i golfes amb coberta a dos aiguavessos de teula àrab de la qual sobresurt la xemeneia. Les obertures es disposen simètricament a la façana, tres en cada pis. Tant els vèrtexs de l'edifici, com la separació entre dos pisos i també al voltant de les finestres, hi ha carreus per assenyalar aquests espais.
El canal i la bassa estan en bastant mal estat de conservació, abunda la vegetació. Un pany de maons disposats en fileres obre l'accés a la bassa. L'obertura és d'arc de mig punt a la manera de plec de llibre.